# Jaworowa Kopa (Masyw Śnieżnika)
Jaworowa Kopa (dawniej niem. Urlich Koppe lub Urlichkoppe) – góra ze szczytem na wysokości 1138 m n.p.m. znajdująca się w Masywie Śnieżnika w Sudetach, na terenie Śnieżnickiego Parku Krajobrazowego.

## Geografia
Jaworowa Kopa stanowi niższą, południową kulminację w masywie Czarnej Góry, a oddzieloną od niej płytką Przełęczą pod Jaworową Kopą. Widoczna jest jako regularny stożek, szczególnie efektowny ze szczytu Smrekowca (od południa) lub doliny Bogoryi, ku której opada stromym zboczem. Ze Śnieżnikiem łączy się poprzez Przełęcz Na Dziale i grzbiet Żmijowca.

## Geologia
Zbudowana jest z gnejsów śnieżnickich w części szczytowej oraz łupków metamorficznych serii strońskiej u wschodnich podnóży. Obszar ten należy do metamorfiku Lądka i Śnieżnika.

## Infrastruktura
Zachodnim zboczem góry prowadzi droga do przekaźnika na Czarnej Górze. Nieco niżej trawersuje ją Droga Izabeli i Droga Albrechta.

## Przyroda
Dawniej Jaworową Kopę pokrywał górnoreglowy bór świerkowy na szczycie i dolnoreglowy w niższych partiach. Obecnie jest prawie zupełnie wylesiony wskutek osłabienia drzewostanu w latach 80. XX wieku emisjami przemysłowymi oraz gradacją szkodników: wskaźnicy modrzewianeczki Zeiraphera griseana Hb. i kornika drukarza Ips typographus.

## Turystyka
Przez Jaworową Kopę przechodzą dwa szlaki turystyczne:
- zielony z Iglicznej do Stronia Śląskiego,
- czerwony, główny szlak sudecki, z Lądka-Zdroju do schroniska PTTK "Na Śnieżniku".

Oba szlaki biegną wspólnie od Przełęczy Puchaczówka do Jaworowej Kopy.